# Новоселовка (імені Габіта Мусрепова район)
Новосе́ловка (каз. Новосел) — село у складі району імені Габіта Мусрепова Північноказахстанської області Казахстану. Адміністративний центр Новосельського сільського округу.
Населення — 895 осіб (2021; 1085 у 2009, 1255 у 1999, 1333 у 1989).
Національний склад станом на 1989 рік:
- казахи — 43 %
- росіяни — 31 %.